# Galimuyod

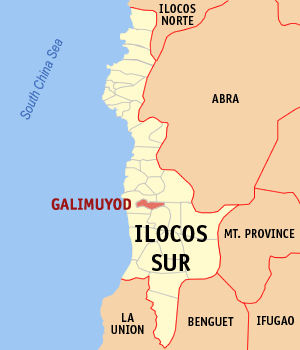
Bản đồ Ilocos Sur với vị trí của Galimuyod

Galimuyod là một đô thị hạng 4 ở tỉnh Ilocos Sur, Philippines. Theo điều tra dân số năm 2000 của Philipin, đô thị này có dân số 8.879 người trong 1.792 hộ.

## Các đơn vị hành chính
Galimuyod được chia ra 24 barangay.
| - Abaya - Baracbac - Bidbiday - Bitong - Borobor - Calimugtong - Calongbuyan - Calumbaya - Daldagan - Kilang - Legaspi - Mabayag | - Matanubong - Mckinley - Nagsingcaoan - Oaig-Daya - Pagangpang - Patac - Poblacion - Rubio - Sabangan-Bato - Sacaang - San Vicente - Sapang |